# Parque nacional Palo Verde
El Parque nacional Palo Verde, es un espacio natural protegido de Costa Rica ubicado en la provincia de Guanacaste. En la historia más reciente, se dice que Palo Verde (Catalina y Palo Verde), fueron tierras de los expresidentes Tomas Guardia y Bernardo Soto hasta mediados del siglo XIX (1850), luego pasó a manos de don Jorge Wilson (y sucesión familiar), quienes en 1970 establecieron un convenio con la OET y establecieron la Estación Biológica Palo Verde. Ya en 1975, parte de esa zona había sido expropiada por el ITCO para proyectos de agro desarrollo. En 1977 se establece el Decreto Ejecutivo que declara área silvestre protegida 7500 ha de esos terrenos y sucesivamente otros decretos fueron extendiendo dicho territorio hasta llegar a las 20.000 ha conservadas como ASP.
Fue declarado parque nacional el 30 de abril de 1978 y cuenta con unas 18.418 ha de extensión, en las que se incluyen áreas bajas y lacustres, llanuras de inundación, pantanosas y colinas calizas de poca altitud (tierras que hasta hace unos 6.000 años estaban cubiertas por el mar). En 1991 fue incluido en la Lista Ramsar de Humedales de Importancia Internacional.

## Flora y fauna
La vegetación muestra la alternancia del manglar, el bosque perennifolio, el anegado, el bosque mixto, el caducifolio de llanura, el bosque de ribera y los pastizales, que conforman un hábitat idóneo para aves (colibrís como (Archilocus colubris), piches (Dendrocygna autumnalis),cercetas aliazules (Egretta caerulea), martinetes coroninegros, quetzales, Jacanas (Jacana spinosa), Lapas rojas (Ara macao, Pavas (Crax rubra) y otro tipo de fauna, como cocodrilos, monos carablanca y congo, venados, armadillos, saínos. El clima es cálido y húmedo, con precipitaciones que oscilan entre los 1.700 y los 2.100 mm anuales, coadyuvando a la inundación de unas tierras drenadas por los ríos Tempisque y Bebedero.